# 西平内駅
西平内駅（にしひらないえき）は、青森県東津軽郡平内町大字小豆沢（あずきさわ）字茂浦沢（もうらさわ）にある、青い森鉄道青い森鉄道線の駅である。
一部の普通列車は当駅を通過する。

## 歴史
傷痍軍人青森療養所の新設に伴う最寄り駅として開設された。

### 年表
- 1939年（昭和14年）10月1日：開業[1]。
- 1961年（昭和36年）11月1日：貨物取扱を廃止[1]。
- 1970年（昭和45年）10月1日：荷物扱いを廃止[1]。
- 1977年（昭和52年）3月：簡易駅舎に改築[3][4]。
- 1987年（昭和62年）4月1日：国鉄分割民営化により、JR東日本の駅となる[1]。
- 2010年（平成22年）12月4日：東北新幹線全線開業により、青い森鉄道に移管。

## 駅構造
相対式ホーム2面2線を有する地上駅。互いのホームは跨線橋で連絡している。
青森駅管理の無人駅。上りホームに鉄筋コンクリート造平屋建ての待合室と水洗トイレ、下りホームに待合室がある。

### のりば
| ホーム | 路線          | 方向 | 行先           |
| ------ | ------------- | ---- | -------------- |
| 駅舎側 | ■青い森鉄道線 | 上り | 八戸・目時方面 |
| 反対側 | ■青い森鉄道線 | 下り | 青森方面       |

※案内上の番線番号は設定されていない。

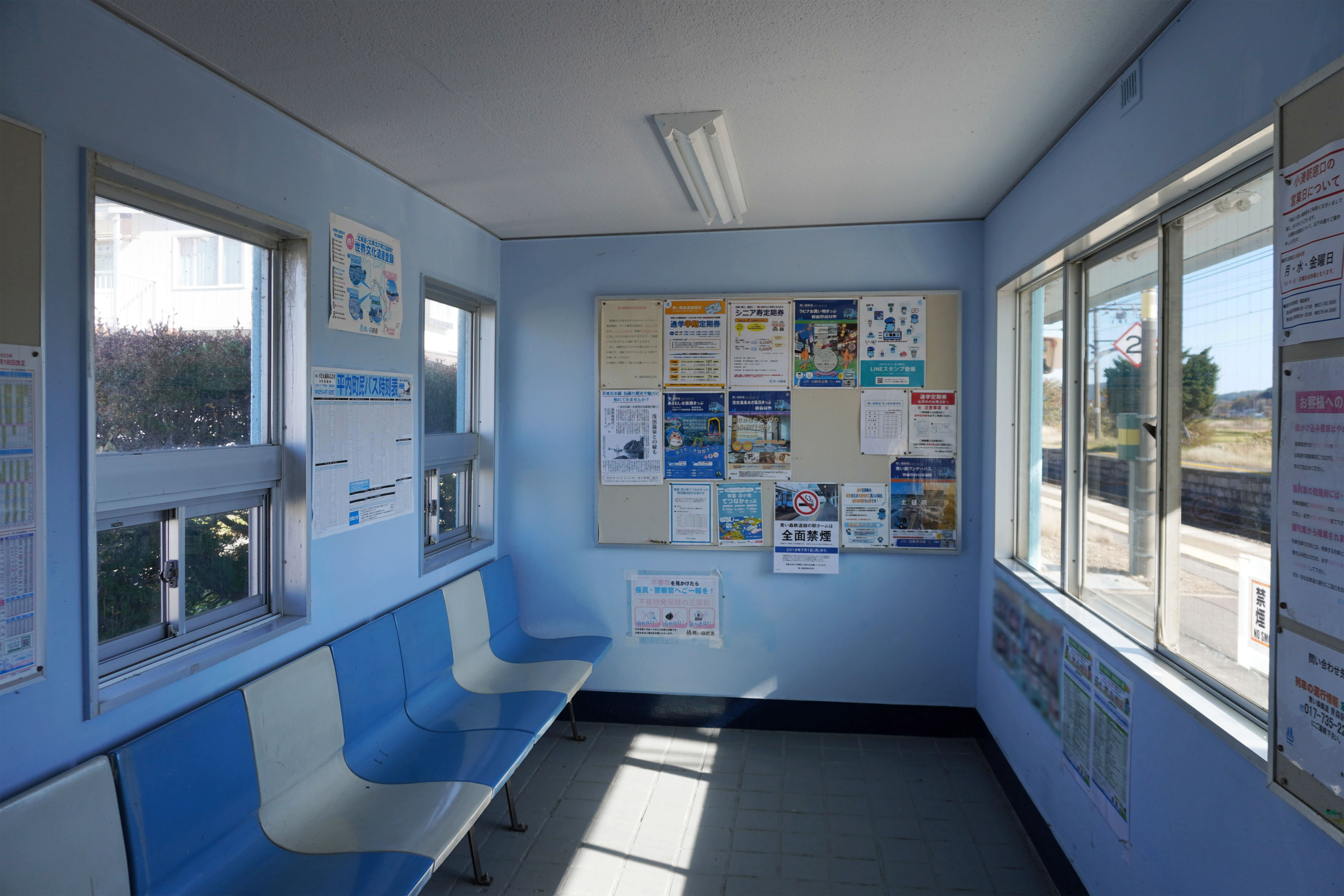
待合室（2023年10月）
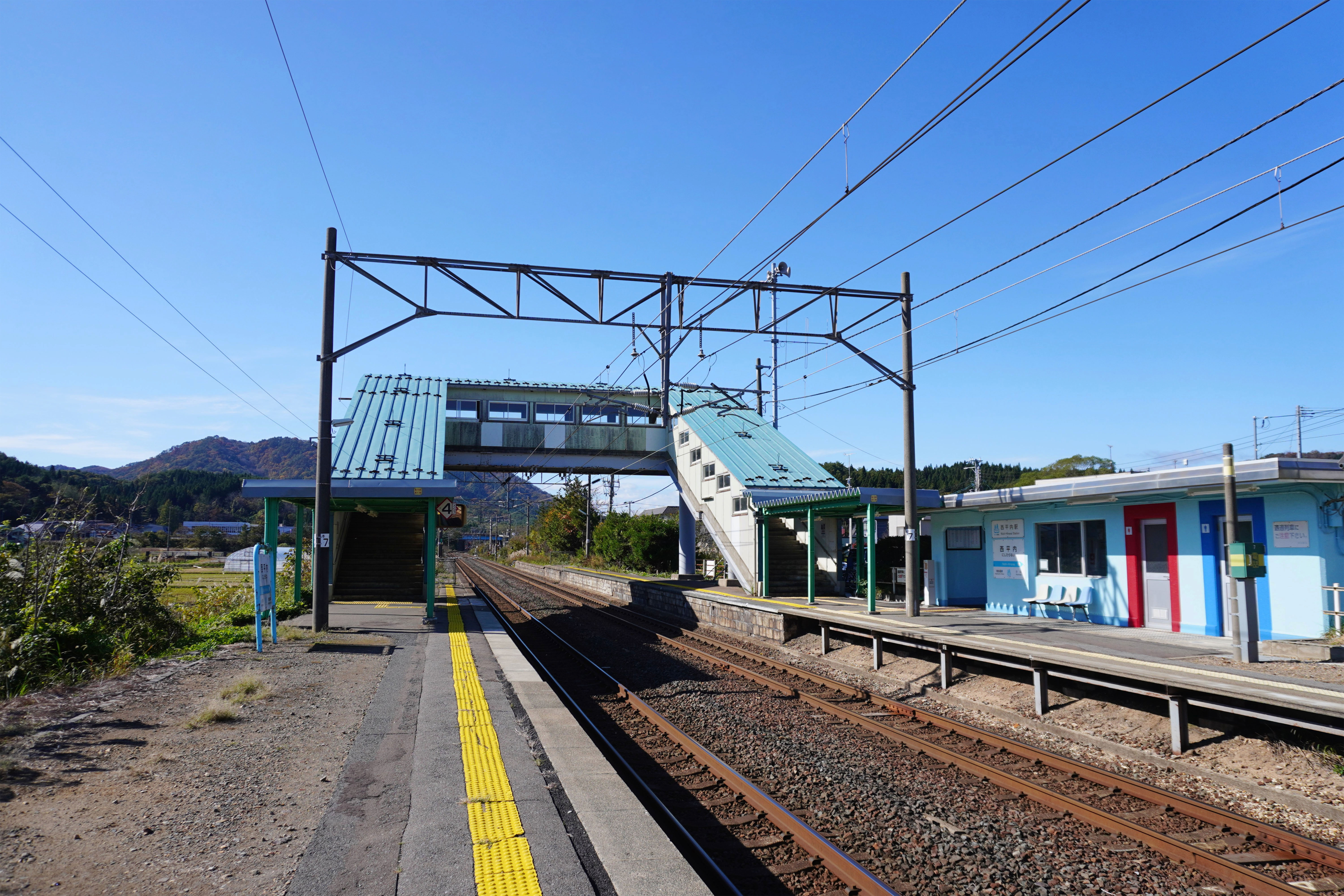
ホーム（2023年10月）

## 利用状況
| 1日乗降人員推移 | 1日乗降人員推移 |
| 年度            | 1日平均人数     |
| --------------- | --------------- |
| 2011年          | 109             |
| 2012年          | 115             |
| 2013年          | 115             |
| 2014年          | 109             |
| 2015年          | 148             |
| 2016年          | 134             |
| 2017年          | 137             |
| 2018年          | 142             |

## 駅周辺
- 青森警察署山口駐在所
- 西平内郵便局
- 下北交通「西平内郵便局前」停留所
- 青森県道206号西平内停車場線
  - 国道4号
- 青森県道207号小豆沢西平内停車場線
- 障害者総合福祉センターなつどまり（希望の家） - 傷痍軍人青森療養所の跡地に開設された[2]。

## 隣の駅
青い森鉄道
■青い森鉄道線（一部列車は当駅通過）
小湊駅 - 西平内駅 - 浅虫温泉駅